# Villány
Villány je mesto na Madžarskem, ki upravno spada pod podregijo Siklósi Županije Baranja.